# Иван Михайлович (князь воротынский)
Иван Михайлович Воротынский (умер 21 июня 1535) — верховский удельный князь из рода Воротынских, крупный русский военачальник, московский воевода, «слуга государев», наместник и боярин во времена правления Ивана III Васильевича, Василия III Ивановича и правлении Елены Васильевны Глинской при малолетнем Иване IV Васильевиче Грозном.
Рюрикович в XIX колене. Единственный сын верховского удельного князя Михаила Фёдоровича Воротынского и его супруги, в иночестве Евфросинии, которая была погребена в г. Лихвин в Афанасьевском Рождество-Богородицком монастыре.

## Биография

### Служба в Великом княжестве литовском
Служилый князь в Великом княжестве литовском. После смерти отца, унаследовал его треть (часть) Воротынского княжества и получил во владение город Перемышль. Вначале в источниках Иван Михайлович назывался князем Перемышльским. Владел Воротынском вместе со своими дядьями, князьями Дмитрием и Семёном Фёдоровичами Воротынскими.
В марте 1483 года верховские удельные князья Дмитрий Фёдорович, Семён Фёдорович и Иван Михайлович Перемышльский принесли вассальную присягу на верность великому князю литовскому и королю польскому Казимиру Ягеллончику.

#### Служба Ивану III
Осенью 1487 года верховский князь Иван Михайлович Перемышльский со своим удельным княжеством перешёл из литовского в московское подданство. Князь Иван Михайлович начал пограничную войну с другими верховскими князьями, продолжавшими сохранять верность Великому княжеству Литовскому. Вслед за ним на русскую службу перешли его дядья: в декабрь 1489 году — Дмитрий Фёдорович, а в конце 1492 года — Семён Фёдорович. Князья Воротынские сложили с себя присягу на верность великому князю литовскому Казимиру Ягеллону и вместе со всеми своими городками и землями в верховьях Оки перешли на службу к великому князю московскому Ивану III Васильевичу.
В дальнейшем Иван Михайлович Перемышльский-Воротынский участвовал во многих походах, как московский воевода.
В августе 1492 года в ходе русско-литовской войны 1487—1494 годов возглавлял вместе с князьями Одоевскими дружины, захватившие литовские пограничные города Мосальск и Серпейск.
В январе-феврале 1493 года со своими дядьями участвовал в большом походе московской рати под предводительством князя Михаила Ивановича Колышко-Патрикеева на литовские пограничные владения. Московские полки захватили Мезецк, который сдался добровольно, Серпейск и Опаков, которые были взяты штурмом и разорены.
В договоре 1494 года службу Воротынских князей, как подданных Ивана III, признаёт великий литовский князь Александр Каземирович.
В январе 1496 года со своей удельной дружиной участвовал в составе русской рати под командованием князя Василия Ивановича Косова и Андрея Фёдоровича Челяднина в походе на шведскую Финляндию

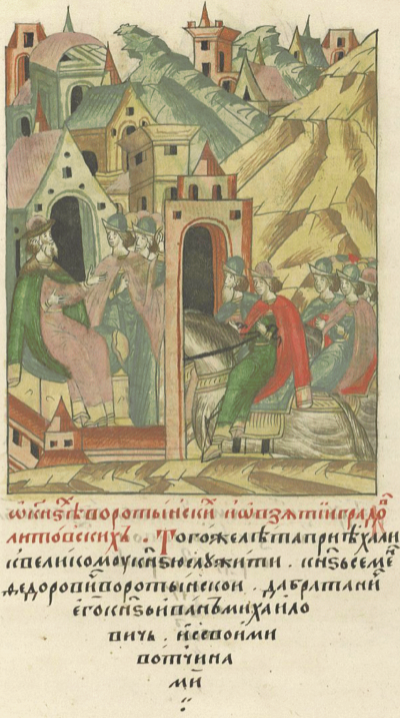
Семён Фёдорович Воротынский и Иван Михалович переходят на службу к Ивану III

После смерти бездетных князей Дмитрия и Семёна Фёдоровичей, родных дядьев Ивана Михайловича Перемышльского, их выморочные трети Воротынского удела (Серпейск, Залидов, Опаков и Лучин) отошли к великому князю московскому Ивану III, который завещал их своим детям Василию, Юрию и Дмитрию.
Осенью 1499 года совместно с князьями Одоевскими разгромил в бою под Козельском татарские отряды.
В 1500—1503 годах принимает деятельное участие во второй русско-литовской войне. Летом 1500 года командовал татарскими вспомогательными отрядами в составе русской рати под командованием князя Даниила Васильевича Щени-Патрикеева, где побеждает ордынских и азовских казаков, пришедших под г. Козельск. Пленных приводит в Москву. В июле того же года в битве под Ведрошей в качестве четвёртого воеводы полка правой руки командовал татарскими отрядами и сыграл большую роль в разгроме литовской рати под командованием великого гетмана литовского князя Константина Ивановича Острожского. За военные заслуги князь Иван Михайлович получил от великого князя московского Ивана III высокое и почетное положение «слуги».
Осенью 1501 года вместе с князем Петром Семеновичем Ряполовским (с которым вёл местнический спор) командовал передовым полком русской рати под командованием северских удельных князей Василия Ивановича Шемячича и Семёна Ивановича Стародубского. Русские полки вторглись в пограничные литовские владения и 4 ноября в битве под Мстиславлем разгромили литовское войско под предводительством князя Михаила Ивановича Ижеславского и воеводы Евстафия Дашкевича. Литовцы были разбиты, потеряв около семи тысяч человек убитыми и все знамёна. Однако московские воеводы не смогли взять Мстиславль и ограничились разорением его окрестностей.
В декабре 1502 года второй воевода передового полка русского войска под предводительством северских князей Василия Иановича Шемячича и Семёна Ивановича Стародубского, отправленного в новый поход на литовские владения.
К началу XVI века сосредоточил в своих руках все родовые владения Воротынских, включавшие Новосиль и почти все доли в Одоеве с уездами, Перемышль и часть Воротынска с уездами. Выдавал местным монастырям жалованные грамоты на вотчины, раздавал поместья своим служилым землевладельцам. В его княжении сохранялись традиционные институты социального устройства (верхние слои включая бояр и служилых детей боярских) и административно-судебное управление (система кормлений).

##### Служба Василию III
При новом великом князем московском Василии III Ивановиче (1505—1533), он занимал высокое положение «слуги государева», что позволяло ему сохранить остатки былой независимости. При его дворе получает титул боярина.
Отличился при отражении крымско-татарского набега летом 1507 на южнорусские города Белёв, Одоев, Козельск и Калугу. Соединившись с отрядами князей Василия Семёновича Швиха Одоевского и Александра Ивановича Стригина-Оболенского. В августе разбил крымские отряды в битве на Оке и преследовали их до реки Рыбницы, правого притока Оки. Осенью этого же года принял участие в третьей русско-литовской войне (1507—1508).
В мае-июле 1508 года, во время мятежа князя М. Л. Глинского, он участвовал в военном походе на Литву во главе передового полка русской рати во главе с князем Василием Ивановичем Шемячичем. В сентябре он был вторым воеводой передового полка русской рати под командованием князей Василия Ивановича Шемячича и Василия Семёновича Стародубского, отправленной в поход на пограничные литовские владения. Той же осенью он был вторым воеводой передового полка в большом походе на литовские пограничные владения.
В 1510—1511 годах возглавляет большой полк в Туле и охраняет южные русские рубежи от набегов крымских татар.
Участник трёх походов великого московского князя Василия III на Смоленск в 1512—1514 годах.
В 1512 году, в летнем походе на Угру, воевода передового полка, где участвовал в отражении набега пяти крымских царевичей. В походе из Козельска в Калугу возглавлял большой полк. В конце того же года он во время первого Смоленского похода прибыл в Можайск и участвовал в походе на Смоленск, будучи третьим воеводой передового полка (после князей Василия Семёновича Стародубского и Василия Васильевича Шуйского). Во время третьего похода на Смоленск в 1514 году находится в Туле в рати князя Александра Владимировича Ростовского первым воеводой передового полка, защищая южные русские границы от возможных татарских набегов. Из Тулы отправлен под Смоленск и участвовал в осаде города.
В 1515 году стоит с передовым полком на «Вошане», защищая южные границы.
В 1516, 1517 и 1519 годах с передовым полком обороняет южные русские границы. В благодарность за победу над крымскими татарами под Тулой в 1517 году, князь Иван Михайлович основал Богородице-Рождественский Анастасов монастырь близ Одоева.
В 1519 году участвовал в большом походе русской рати под командованием наместника владимирского, боярина князя Василия Васильевича Немого Шуйского вглубь Великого княжества Литовского. Русские воеводы разорили окрестности Орши, Могилева, Борисова, Минска, Радошковичей, Молодечно, Крево, Медников и Вильно.
В 1521 году, зимой послан наместником в Кострому, летом во время большого набега крымского хана Мехмед Герай на земли Русского государства, воевода в Тарусе, а потом стоял в Серпухове при боярине князе Михаиле Даниловиче Щенятеве. В июле-августе крымская орда разгромила небольшое русское войско в битве под Коломной, переправилась через Оку и подошла к окрестностям Москвы, разорив южнорусские уезды и захватив огромное количество пленных. Великий князь московский Василий III Иванович бежал в Волоколамск. После отступления крымской орды и возвращения великого князя в Москву некоторые русские воеводы попали в опалу. Среди них находился и князь Иван Михайлович, был обвинен в измене и 17 января 1522 года по приказу великого князя арестован, заключен в темницу и после с семьёю сослан на Белоозеро, а княжество было конфисковано. В ссылке князь Иван Михайлович провёл три года.
В феврале 1525 года под поручительство церковных иерархов и засвидетельствованную митрополитом Даниилом дал крестоцеловальную запись, на верность великому князю московскому Василию III Ивановичу, был помилован и освобожден из заключения. Ему вернули удельное княжество и все придворные чины. В качестве компенсации получил в наследственное владение от великого князя московского три трети (части) в Одоевском княжестве, ранее принадлежавшие князья Одоевским. После прощения великий князь московский передал Ивану Михайловичу Старый Одоев с уездом и предоставил денежную помощь для восстановления городища.
Летом 1527 года стоял с полками в своём Одоеве, а в мае 1529 года находился в Почепе. В июне того же года с полками пребывает в Серпухове, охраняя южные русские границы от набегов крымских татар и ногайцев.
В 1530 году сопровождал боярина князя Дмитрия Фёдоровича Бельского в его службе «в поле».
В январе 1531 года стоит с полками в Козельске, в феврале — в Туле, а летом — снова в Одоеве, но уже первым воеводой большого полка. В феврале этого же года попал в кратковременную опалу, за неудачу преследования «крымских людей» под Тулой, вместе с князем Иваном Фёдоровичем Овчиной-Телепнёвым.
Летом 1532 года находится с полками в Серпухове.

###### Служба Ивану Грозному
В 1534 году во время похода великой княгини Елены Глинской на Коломну был четвёртым воеводой большого полка в Серпухове.
Многие московские воеводы и бояре, недовольные правлением регентши Елены Васильевны Глинской, вступили в тайные переговоры с великим князем литовским и королём польским Сигизмундом Казимировичем Старым, планируя перейти на литовскую службу. Князь Иван Михайлович также намеревался перейти на литовскую службу вместе со своим удельным Новосильско-Одоевским княжеством.
Летом 1534 года крупные московские воеводы, князь Семён Фёдорович Бельский, окольничий Иван Васильевич Ляцкий и князь Богдан Александрович Трубецкой, со многими детьми боярскими отъехали из Серпухова в Великое княжество Литовское, где поступили на службу к великому князю Сигизмунду Казимировичу Старому. Князья Воротынские выехали из Москвы в свою удельную столицу Одоев, откуда также планировали перебраться в литовские владения. Однако московское правительство успело арестовать князя Ивана Воротынского с детьми.
Летом 1534 года за соумышленничество с отъехавшими на службу к великому князю литовскому московскими воеводами князь Иван Михайлович вместе со своими сыновьями Владимиром, Михаилом и Александром был арестован. После розыска старший сын Ивана Воротынского, Владимир, был подвергнут торговой казни. Его вывели на площадь и избили батогами. После этого Иван Михайлович, лишенный владений и чинов, был отправлен в ссылку в Белоозеро, где его заключили в темницу Кирилло-Белозерского монастыря.
21 июня 1535 года Иван Михайлович Воротынский скончался в белоозерской темнице.
Похоронен в Троице-Сергиевой лавре. На белокаменном надгробии высечена надпись: «Лета змг [7043 — 1535] июня в ка [21] дн на памя прпдбных отец Иванна и Симеона юродивых преставис раб жи блговерный князь Иван Михалович Воротынской». По другим данным князь Иван Михайлович Воротынский погребён в семейной усыпальнице князей Воротынских в Кирилло-Белозёрском монастыре.
Его сыновья Владимир, Михаил и Александр Ивановичи позднее были освобождены из заключения и разделили между собой отцовское княжество, каждый из трех братьев получил во владение часть (треть) Новосильско-Одоевского княжества.

## Семья
Женат дважды:
- на Анастасии Ивановне (умерла 2 марта 1522), дочери Ивана Юрьевича Захарьина и внучке боярина Юрия Захарьевича Кошкина-Захарьина;
- на княжне Анне Васильевне, дочери ярославского служилого князя Василия Васильевича Ярославского по прозванию Шастун, родоначальника князей Шастуновых и Великогагниных.

Дети:
- Владимир (умер в 1558) — московский воевода и боярин, член Избранной рады.
- Михаил (1516/1519-1573) — выдающийся военачальник, боярин.
- Александр (умер 1565) — московский воевода и боярин.
- Екатерина (умерла 17 сентября 1537) — девица.
- Евдокия (Авдотья) — жена князя Богдана Александровича Трубецкого.
- Анна — жена князя Ивана Ивановича Кубенского.